# Tomasz Domagała
Tomasz Domagała (ur. 4 maja 1976 roku w Busku-Zdroju) – polski krytyk teatralny i filmowy, tłumacz musicali, scenarzysta, aktor, coach aktorski; członek AICT, polskiej sekcji Międzynarodowego Stowarzyszenia Krytyków Teatralnych, autor bloga z recenzjami teatralnymi i filmowymi: DOMAGAŁAsięKULTURY, redaktor Polskiego Radia 24(2018 – 2020), redaktor miesięcznika Stowarzyszenia Filmowców Polskich „Magazyn Filmowy”(2016), członek rady programowej Teatru Dramatycznego im. Węgierki w Białymstoku (2012 – 2016) oraz ekspert Miasta st. Warszawy w dziedzinie teatru (2015), selekcjoner XI, XII i XIII edycji Międzynarodowego Festiwalu Boska Komedia w Krakowie (2018-20) oraz redaktor festiwalowej telewizji Boska Komedia TV (2020). Od 2019 kurator nurtu głównego Festiwalu Nowego Teatru w Rzeszowie. Członek komisji artystycznej V i VI edycji Konkursu Klasyka Żywa (2019-20). Selekcjoner kategorii "Teatr" Paszportów Polityki 2021.

## Życiorys
Absolwent Liceum Ogólnokształcącego im. Tadeusza Kościuszki w Busku-Zdroju.
Studiował teatrologię na Uniwersytecie Jagiellońskim, aktorstwo w PWSFTviT w Łodzi oraz filologię hiszpańską we Wszechnicy Polskiej w Warszawie. Publikował na łamach „Tygodnika Powszechnego”, „Rzeczpospolitej”, „Gazety Wyborczej”, „Dziennika Gazety Prawnej”, „Slow”, „Magazynu Filmowego”. Publikował na platformie internetowej #mediumpubliczne. Był też cyklicznym gościem programu Dagmary Kowalskiej „Na tropie kultury” w radiu RDC. Od 1 lipca prowadzi na antenie Polskiego Radia 24 swoją autorską audycję: DOMAGAŁAsięTEATRU. 
Po ukończeniu warsztatowego kursu Metody Lee Strasberga pod kierunkiem Elizabeth Kemp, dziekana Wydziału Aktorskiego Lee Strasberg Actors Studio, prowadził warsztaty Metody Lee Strasberga w PWST w Krakowie oraz w Teatrze im. Węgierki w Białymstoku. Wyreżyserował w madryckim Teatrze Pradillo sztukę „Bola de cristal", na podstawie „Białego małżeństwa” Tadeusza Różewicza oraz wieczór poezji Wisławy Szymborskiej „Nubes”, w Instytucie Polskim w Madrycie. Ma na koncie występy na deskach Opery Śląskiej w "My fair lady", kilku niepublicznych teatrach oraz kilkadziesiąt ról serialowych i filmowych.
W dziedzinie filmu i telewizji pracował też jako asystent reżysera („Widok Krakowa” reż. Magda Piekorz oraz „Kochaj” reż. Marta Plucińska), scenarzysta („Aida”, TVP2), konsultant ds. seriali (STI, Banshee Production) czy redaktor prowadzący (STI, „Aida”, TVP2).

### Kariera
Pracę w teatrze rozpoczął już podczas studiów teatrologicznych. Przez dwa lata był członkiem zespołu organizacji widowni Narodowego Starego Teatru (1997-98). W 2007-2008 pełnił funkcję agenta Krystiana Lupy. W latach 1998–2013 pracował jako asystent reżysera m.in. z Krystianem Lupą, Andrijem Moguchym, Magdą Piekorz, Agnieszką Korytkowską-Mazur, czy Robertem Talarczykiem, dla którego przetłumaczył na zamówienie Opery Śląskiej libretto musicalu „My fair lady” (premiera 2013). W 2013 roku asystował Danowi Jemmettowi przy spektaklu „El cafe”, zrealizowanym na deskach słynnego madryckiego Teatro de la Abadia. W 2014 zaczął pracę w swoim wyuczonym zawodzie recenzenta teatralnego. 

## Projekty

### DOMAGAŁAsięKULTURY
W roku 2014 założył bloga z recenzjami DOMAGAŁAsięKULTURY, na którym publikuje recenzje teatralne i filmowe. Od tego czasu współpracuje z najważniejszymi polskimi festiwalami teatralnymi w charakterze jurora, selekcjonera, autora oficjalnego festiwalowego dziennika. Prowadzi również spotkania z twórcami oraz warsztaty dla młodych krytyków. Współpracuje zarówno z festiwalami międzynarodowymi (Boska Komedia, Dialog, Kontakt, Olimpiada Teatralna, ITSELF Warszawa, Międzynarodowy Festiwal Szekspirowski w Gdańsku, Międzynarodowy Festiwal Gombrowiczowski w Radomiu), jak i krajowymi (Opolskie Konfrontacje Teatralne „Klasyka żywa”, Festiwal Teatru Nowego w Rzeszowie, Kontrapunkt w Szczecinie oraz Festiwal Sztuki Aktorskiej w Kaliszu, Festiwal Wolności w Słupsku, Festiwal Prapremier w Bydgoszczy). Od września 2020 roku publikuje na łamach swojego bloga wywiady z ludźmi teatru w ramach cyklu: ROZMOWY O TEATRZE. Zaproszenie do dyskusji przyjęli: Krystian Lupa, Małgorzata Kożuchowska, PIotr Beczała oraz Danuta Stenka. W grudniu 2020 przeprowadził w ramach Boska Komedia Tv rozmowę "W poszukiwaniu czułego odbiorcy" z laureatką literackiej Nagrody Nobla oraz Nagrody Bookera, Olgą Tokarczuk.

### DOMAGAŁAsięTEATRU
1 lipca 2018 rozpoczął współpracę z Polskim Radiem 24, w którym prowadził autorską audycję. W każdą sobotę o 22:06 zapraszał znakomitości polskiego teatru. W jego programie gościli m.in.: Grzegorz Jarzyna, Maja Kleczewska, Piotr Beczała, Agata Duda Gracz, Ewa Kaim, Ewelina Marciniak, Małgorzata Bogajewska, Agnieszka Glińska, Iwan Wyrypajew, Wojciech Ziemilski, Bartosz Szydłowski, Mateusz Rusin, Paweł Paszta. W grudniu 2019 zaproszenie do jego programu przyjęła pierwsza dama polskiego teatru, Anna Polony. W maju 2020 roku, w proteście przeciwko skandalicznej sytuacji w PR3 odszedł z PR24.  